# NGC 60
NGC 60 (другие обозначения — UGC 150, MCG 0-1-48, ZWG 382.37, PGC 1058) — спиральная галактика (Sc) в созвездии Рыб. Она была открыта французским астрономом Эдуар Стефаном в 1882 году с помощью телескопа-рефлектора с диаметром зеркала 80 см (31,5 дюйма).
Галактика известна своими необычно искажёнными спиральными рукавами. Обычно это связано с гравитационным воздействием соседних галактик, но вокруг NGC 60 нет галактик, благодаря которым это было бы возможно.
Объект причисляют к галактикам низкой поверхностной яркости, которые обычно являются карликовыми.
Этот объект входит в число перечисленных в оригинальной редакции «Нового общего каталога».